# Anders Andersson (calciatore)
Anders Andersson (Tomelilla, 15 marzo 1974) è un ex calciatore svedese, di ruolo centrocampista.

## Carriera

### Club
Cresciuto nello Svenstorps, nel 1991 è passato al Malmö. Con il club azzurro ha debuttato in Allsvenskan nel 1991 ed ha disputato sette stagioni, totalizzando 126 presenze e 19 reti in campionato. Nel 1997 si è trasferito in Inghilterra, al Blackburn Rovers. Il debutto nella massima serie inglese è avvenuto il 9 agosto 1997, in Blackburn Rovers-Derby County (1-0). Dopo una stagione in cui totalizzò appena 5 presenze in tutte le competizioni, nel 1998 si è trasferito in Danimarca, all'Aalborg. In tre stagioni con l'AaB ha vinto un campionato ed ha totalizzato 70 presenze ed 8 reti nella massima serie danese. Nel 2001 si è trasferito in Portogallo, al Benfica. Ha militato nelle file delle aquile fino al gennaio 2004, totalizzando 49 presenze ed una rete in campionato. Nel gennaio 2004 è passato al Belenenses. Nel 2005 è tornato al Malmö, club in cui aveva militato fino al 1997. Nella seconda esperienza con il club azzurro ha totalizzato 57 presenze in campionato.

### Nazionale
Dopo aver disputato diversi incontri con le selezioni Under-17, Under-19, Under-21 e Under-23 svedesi, ha debuttato con la Nazionale maggiore svedese il 24 febbraio 1994, nell'amichevole Messico-Svezia (2-1), subentrando a Hans Eklund al minuto 87. Ha messo a segno la sua prima rete con la Nazionale maggiore svedese il 9 febbraio 1997, in Romania-Svezia (0-2), siglando la rete del momentaneo 0-1 al minuto 7 del primo tempo. Ha partecipato, con la selezione svedese, agli Europei 2000 e agli Europei 2004. È sceso in campo, inoltre, nelle qualificazioni ai Mondiali 1998, nelle qualificazioni ai Mondiali 2006 e nelle qualificazioni agli Europei 2004. Ha collezionato in totale, con la maglia della Nazionale maggiore svedese, 29 presenze e 4 reti.

## Statistiche

### Presenze e reti nei club
| Stagione          | Squadra           | Campionato        | Campionato | Campionato | Coppe nazionali | Coppe nazionali | Coppe nazionali | Coppe continentali | Coppe continentali | Coppe continentali | Altre coppe | Altre coppe | Altre coppe | Totale | Totale |
| Stagione          | Squadra           | Comp              | Pres       | Reti       | Comp            | Pres            | Reti            | Comp               | Pres               | Reti               | Comp        | Pres        | Reti        | Pres   | Reti   |
| ----------------- | ----------------- | ----------------- | ---------- | ---------- | --------------- | --------------- | --------------- | ------------------ | ------------------ | ------------------ | ----------- | ----------- | ----------- | ------ | ------ |
| 1991              | Malmö FF          | AS                | 1          | 0          | SC              | ?               | ?               | -                  | -                  | -                  | -           | -           | -           | 1+     | 0+     |
| 1992              | Malmö FF          | AS                | 28         | 3          | SC              | ?               | ?               | -                  | -                  | -                  | -           | -           | -           | 28+    | 3+     |
| 1993              | Malmö FF          | AS                | 19         | 4          | SC              | ?               | ?               | -                  | -                  | -                  | -           | -           | -           | 19+    | 4+     |
| 1995              | Malmö FF          | AS                | 19         | 2          | SC              | ?               | ?               | -                  | -                  | -                  | -           | -           | -           | 19+    | 2+     |
| 1995              | Malmö FF          | AS                | 23         | 3          | SC              | ?               | ?               | UEFA               | 4                  | 3                  | -           | -           | -           | 27+    | 6+     |
| 1996              | Malmö FF          | AS                | 23         | 5          | SC              | ?               | ?               | UEFA               | 4                  | 2                  | -           | -           | -           | 27+    | 7+     |
| gen.-giu. 1997    | Malmö FF          | AS                | 13         | 2          | SC              | ?               | ?               | -                  | -                  | -                  | -           | -           | -           | 13+    | 2+     |
| Totale Malmö FF   | Totale Malmö FF   | Totale Malmö FF   | 126        | 19         |                 | ?               | ?               |                    | 8                  | 6                  |             | -           | -           | 134+   | 25+    |
| 1997-1998         | Blackburn         | PL                | 4          | 0          | FA+FLC          | 0+1             | 0+0             | -                  | -                  | -                  | -           | -           | -           | 5      | 0      |
| 1998-1999         | Aalborg           | SL                | 21         | 1          | DBUSL           | ?               | ?               | -                  | -                  | -                  | -           | -           | -           | 21+    | 1+     |
| 1999-2000         | Aalborg           | SL                | 29         | 6          | DBUSL           | ?               | ?               | UCL+UEFA           | 2+2                | 0+0                | -           | -           | -           | 33+    | 6+     |
| 2000-2001         | Aalborg           | SL                | 20         | 1          | DBUSL           | ?               | ?               | CI                 | 3                  | 0                  | -           | -           | -           | 23+    | 1+     |
| Totale Malmö FF   | Totale Malmö FF   | Totale Malmö FF   | 70         | 8          |                 | ?               | ?               |                    | 7                  | 0                  |             | -           | -           | 77+    | 8+     |
| 2001-2002         | Benfica           | PL                | 23         | 1          | TP              | 1               | 0               | -                  | -                  | -                  | -           | -           | -           | 24     | 1      |
| 2002-2003         | Benfica           | PL                | 16         | 0          | TP              | 0               | 0               | -                  | -                  | -                  | -           | -           | -           | 16     | 0      |
| 2003-gen. 2004    | Benfica           | PL                | 10         | 0          | TP              | 0               | 0               | UCL+UEFA           | 2+2                | 0+0                | -           | -           | -           | 14     | 0      |
| Totale Benfica    | Totale Benfica    | Totale Benfica    | 49         | 1          |                 | 1               | 0               |                    | 4                  | 0                  |             | -           | -           | 54     | 1      |
| gen.-giu. 2004    | Belenenses        | PL                | 10         | 0          | TP              | 0               | 0               | -                  | -                  | -                  | -           | -           | -           | 10     | 0      |
| 2004-2005         | Belenenses        | PL                | 26         | 0          | TP              | 0               | 0               | -                  | -                  | -                  | -           | -           | -           | 10     | 0      |
| Totale Belenenses | Totale Belenenses | Totale Belenenses | 36         | 0          |                 | 0               | 0               |                    | -                  | -                  |             | -           | -           | 36     | 0      |
| lug.-dic. 2005    | Malmö FF          | AS                | 11         | 0          | SC              | ?               | ?               | UCL+UEFA           | 4+1                | 0+0                | -           | -           | -           | 16+    | 0+     |
| 2006              | Malmö FF          | AS                | 20         | 0          | SC              | ?               | ?               | -                  | -                  | -                  | -           | -           | -           | 20+    | 0+     |
| 2007              | Malmö FF          | AS                | 25         | 0          | SC              | ?               | ?               | -                  | -                  | -                  | -           | -           | -           | 25+    | 0+     |
| 2008              | Malmö FF          | AS                | 1          | 0          | SC              | ?               | ?               | -                  | -                  | -                  | -           | -           | -           | 1+     | 0+     |
| Totale Malmö FF   | Totale Malmö FF   | Totale Malmö FF   | 57         | 0          |                 | ?               | ?               |                    | 5                  | 0                  |             | -           | -           | 62+    | 0+     |
| Totale carriera   | Totale carriera   | Totale carriera   | 342        | 28         |                 | 2+              | 0+              |                    | 24                 | 6                  |             | -           | -           | 368+   | 34+    |

### Cronologia presenze e reti in Nazionale
| Cronologia completa delle presenze e delle reti in nazionale ― Svezia | Cronologia completa delle presenze e delle reti in nazionale ― Svezia | Cronologia completa delle presenze e delle reti in nazionale ― Svezia | Cronologia completa delle presenze e delle reti in nazionale ― Svezia | Cronologia completa delle presenze e delle reti in nazionale ― Svezia | Cronologia completa delle presenze e delle reti in nazionale ― Svezia | Cronologia completa delle presenze e delle reti in nazionale ― Svezia | Cronologia completa delle presenze e delle reti in nazionale ― Svezia |
| Data                                                                  | Città                                                                 | In casa                                                               | Risultato                                                             | Ospiti                                                                | Competizione                                                          | Reti                                                                  | Note                                                                  |
| --------------------------------------------------------------------- | --------------------------------------------------------------------- | --------------------------------------------------------------------- | --------------------------------------------------------------------- | --------------------------------------------------------------------- | --------------------------------------------------------------------- | --------------------------------------------------------------------- | --------------------------------------------------------------------- |
| 24-2-1994                                                             | Fresno                                                                | Messico                                                               | 2 – 1                                                                 | Svezia                                                                | Amichevole                                                            | -                                                                     | 87’                                                                   |
| 28-2-1996                                                             | Sydney                                                                | Australia                                                             | 0 – 0                                                                 | Svezia                                                                | Amichevole                                                            | -                                                                     | 60’                                                                   |
| 9-2-1997                                                              | Bangkok                                                               | Romania                                                               | 0 – 2                                                                 | Svezia                                                                | King's Cup 1997                                                       | 1                                                                     |                                                                       |
| 11-2-1997                                                             | Bangkok                                                               | Thailandia                                                            | 0 – 0                                                                 | Svezia                                                                | King's Cup 1997                                                       | -                                                                     |                                                                       |
| 13-2-1997                                                             | Bangkok                                                               | Giappone                                                              | 0 – 1                                                                 | Svezia                                                                | King's Cup 1997                                                       | 1                                                                     |                                                                       |
| 16-2-1997                                                             | Bangkok                                                               | Thailandia                                                            | 1 – 3                                                                 | Svezia                                                                | King's Cup 1997                                                       | -                                                                     | 64’                                                                   |
| 12-3-1997                                                             | Ramat Gan                                                             | Israele                                                               | 0 – 1                                                                 | Svezia                                                                | Amichevole                                                            | -                                                                     |                                                                       |
| 2-4-1997                                                              | Parigi                                                                | Francia                                                               | 1 – 0                                                                 | Svezia                                                                | Amichevole                                                            | -                                                                     |                                                                       |
| 6-8-1997                                                              | Malmö                                                                 | Svezia                                                                | 1 – 0                                                                 | Lituania                                                              | Amichevole                                                            | -                                                                     | 46’                                                                   |
| 11-10-1997                                                            | Solna                                                                 | Svezia                                                                | 1 – 0                                                                 | Estonia                                                               | Qual. Mondiali 1998                                                   | -                                                                     | 80’                                                                   |
| 31-1-2000                                                             | La Manga                                                              | Svezia                                                                | 1 – 0                                                                 | Danimarca                                                             | Amichevole                                                            | -                                                                     |                                                                       |
| 4-2-2000                                                              | La Manga                                                              | Svezia                                                                | 1 – 1                                                                 | Norvegia                                                              | Amichevole                                                            | 1                                                                     |                                                                       |
| 23-2-2000                                                             | Palermo                                                               | Italia                                                                | 1 – 0                                                                 | Svezia                                                                | Amichevole                                                            | -                                                                     | 66’                                                                   |
| 29-3-2000                                                             | Graz                                                                  | Austria                                                               | 1 – 1                                                                 | Svezia                                                                | Amichevole                                                            | -                                                                     | 22’                                                                   |
| 26-4-2000                                                             | Copenaghen                                                            | Danimarca                                                             | 0 – 1                                                                 | Svezia                                                                | Amichevole                                                            | -                                                                     | 73’                                                                   |
| 15-6-2000                                                             | Eindhoven                                                             | Svezia                                                                | 0 – 0                                                                 | Turchia                                                               | Euro 2000 - 1º turno                                                  | -                                                                     | 63’                                                                   |
| 16-8-2000                                                             | Reykjavík                                                             | Islanda                                                               | 2 – 1                                                                 | Svezia                                                                | Amichevole                                                            | -                                                                     | 46’                                                                   |
| 12-2-2003                                                             | Tunisi                                                                | Tunisia                                                               | 1 – 0                                                                 | Svezia                                                                | Amichevole                                                            | -                                                                     | 70’                                                                   |
| 20-8-2003                                                             | Norrköping                                                            | Svezia                                                                | 1 – 2                                                                 | Grecia                                                                | Amichevole                                                            | -                                                                     | 72’                                                                   |
| 10-9-2003                                                             | Chorzów                                                               | Polonia                                                               | 0 – 2                                                                 | Svezia                                                                | Qual. Euro 2004                                                       | -                                                                     | 85’                                                                   |
| 18-11-2003                                                            | Coimbra                                                               | Egitto                                                                | 1 – 0                                                                 | Svezia                                                                | Amichevole                                                            | -                                                                     | 37’                                                                   |
| 31-3-2004                                                             | Göteborg                                                              | Svezia                                                                | 1 – 0                                                                 | Inghilterra                                                           | Amichevole                                                            | -                                                                     | 46’                                                                   |
| 28-4-2004                                                             | Coimbra                                                               | Portogallo                                                            | 2 – 2                                                                 | Svezia                                                                | Amichevole                                                            | -                                                                     | 72’                                                                   |
| 28-5-2004                                                             | Tempere                                                               | Finlandia                                                             | 1 – 3                                                                 | Svezia                                                                | Amichevole                                                            | 1                                                                     |                                                                       |
| 5-6-2004                                                              | Stoccolma                                                             | Svezia                                                                | 3 – 1                                                                 | Polonia                                                               | Amichevole                                                            | -                                                                     | 64’                                                                   |
| 22-6-2004                                                             | Porto                                                                 | Danimarca                                                             | 2 – 2                                                                 | Svezia                                                                | Euro 2004 - 1º turno                                                  | -                                                                     | 81’                                                                   |
| 17-11-2004                                                            | Edimburgo                                                             | Scozia                                                                | 1 – 4                                                                 | Svezia                                                                | Amichevole                                                            | -                                                                     |                                                                       |
| 9-2-2005                                                              | Saint-Denis                                                           | Francia                                                               | 1 – 1                                                                 | Svezia                                                                | Amichevole                                                            | -                                                                     | 87’                                                                   |
| 3-9-2005                                                              | Stoccolma                                                             | Svezia                                                                | 3 – 0                                                                 | Bulgaria                                                              | Qual. Mondiali 2006                                                   | -                                                                     | 90’                                                                   |
| Totale                                                                |                                                                       | Presenze                                                              | 29                                                                    |                                                                       | Reti                                                                  | 4                                                                     |                                                                       |

## Palmarès

### Club

#### Competizioni nazionali
- Campionato danese: 1

Aalborg: 1998-1999

### Nazionale
- King's Cup (calcio): 1

1997